# Euxoa jimena
Euxoa jimena är en fjärilsart som beskrevs av Ramon Agenjo Cecilia 1940. Euxoa jimena ingår i släktet Euxoa och familjen nattflyn. Inga underarter finns listade i Catalogue of Life.